# Batthyány Alajos
Németújvári gróf Batthyány Alajos (Polgárdi, 1750. június 4. – Debrecen, 1818. május 2.) császári és királyi kamarás, jezsuita rendi pap, földbirtokos, politikus.

## Élete
Iskoláit Nagyszombatban végezte. 1767-ben belépett a jezsuita rendbe és ott folytatta teológiai tanulmányait. 1769-ben kilépett a rendből és a katonai pályát választotta. II. Lipót trónra lépése után a szabadság és egyenlőség elveiért küzdött az országgyűlésen, hol a főrendek tábláján több beszédet mondott. Támadta a klérust, szorgalmazta a szerzetes rendek feloszlatását. Szeicz Leó szervita rendi szerzetes „papramorgó, törvényrontó, országháborító, hazaáruló” címekkel illette; erre a támadó iratra Ad utramquem aurem (1791) című írásával válaszolt. Politikai munkái névtelenül jelentek meg.
A felvilágosodás kora politikai irodalmának jelentős alakja volt. Radikális reformok bevezetését sürgette, mert úgy gondolta, hogy ezzel meg lehet előzni egy esetleges forradalmat. Legnagyobb munkája a négy füzetből álló Ad amicam aurem,  ebben Montesquieu és Rousseau követőjének mutatkozott. A Képes magyar irodalomtörténet (1896) szerint: „Ad amicam aurem című munkája a demokratikus eszmék valóságos tárháza. Állameszménye a jogegyenlőség alapján szervezett monarchia, melyben az egyén teljes mértékben érvényesíti magát, s melyben az egyes hatalmi ágak szétválasztása s az uralkodó jogainak korlátozása által mind az egyesek, mind a nép biztosíttatnak az elnyomatás ellen.”

## Munkái
- Oratio in comitiis 1790. habita. Posonii, 1790 (a török portához küldendő magyar követ érdekében)
- Ad amicam aurem autori operis hungarici, cujus titulus Magyar és Erdélyországnak rövid ismerete. H. n. 1790–90. négy füzet (névtelenül)
- Ad amicissimam aurem. H. n., 1791 (névtelenül)
- Ad utramque aurem. H. n., 1791 (névtelenül)
- Oratio bonis civis et veri nominis christiani… Posonii, 1791 (megjelent magyarul és német németül is, a magyar szöveget a M. Kurir [1791. 13. sz.] lenyomatta)
- Tausend und ein Irrthum des Verfassers der ungrischen Irrthümer. H. n., 1791